# Ратуша Кеми
Ратуша Кеми (фин. Kemin kaupungintalo) — ратуша города Кеми (Финляндия) высотой 52 метра, одновременно является водонапорной башней.

## История
Первая ратуша в Кеми была построена в 1896 году. Поскольку городская библиотека и государственная школа также были переведены в одно здание, дом назывался читальным залом. С 1905 по 1930 год здание использовалось финской школой Порви в Кеми. Когда у совместной школы появилось собственное школьное здание, читальный зал был перестроен в здание городского офиса. Городская ратуша была разрушена пожаром 13 февраля 1931 года.
С ростом населения города возникла необходимость для размещения государственных учреждений, а также улучшение водоснабжения города. Городской совет решил объединить эти проекты в одно здание башни. Дом был спроектирован Бертелем Стреммером, архитектором города Тампере. Планы Стреммера были утверждены в апреле 1939 года и привели к строительству новой ратуши в ее нынешнем месте. Строительство было завершено летом 1940 года. В здании было 13 наземных этажей, на четырех верхних этажах которых находился резервуар для воды объемом 500 м³.
Во время войны в Лапландии в 1944 году немецкие войска пытались взорвать дом, но здание чудом устояло. Это связано с тем , что немцы не были осведомлены об опорожнении водонапорной башни, что значительно уменьшило вес верхних этажей. Кроме того, качественное строительство здания на предотвратило обвал. На сохранившейся стене дома в память об этом событии установлена мемориальная доска.
После войны Ратуша была отремонтирована, и на основе планов Стреммера было построено четырёхэтажное расширение.
Осенью 1963 года в городе Кеми был организован конкурс дизайна для расширения ратуши. Аарне Эрви, Ристо-Вейкко, Луукконен и Хейкки Сирен были приглашены на конкурс. План Эрви для развивающегося Кеми был выбран лучшим в конкурсе, на основании которого Эрви доработал планы. Строительные работы начались в феврале 1965 года, а окончательный осмотр здания был проведён в феврале 1969 года. В ходе расширения была также отремонтирована старая часть здания. Старые, оштукатуренные фасады были покрыты такими же плиточными бетонными элементами, как и новый. В новой секции было размещено три 500 кубических метра резервуаров для воды, поэтому общий объем резервуаров для воды в мэрии составляет 2000 кубометров.

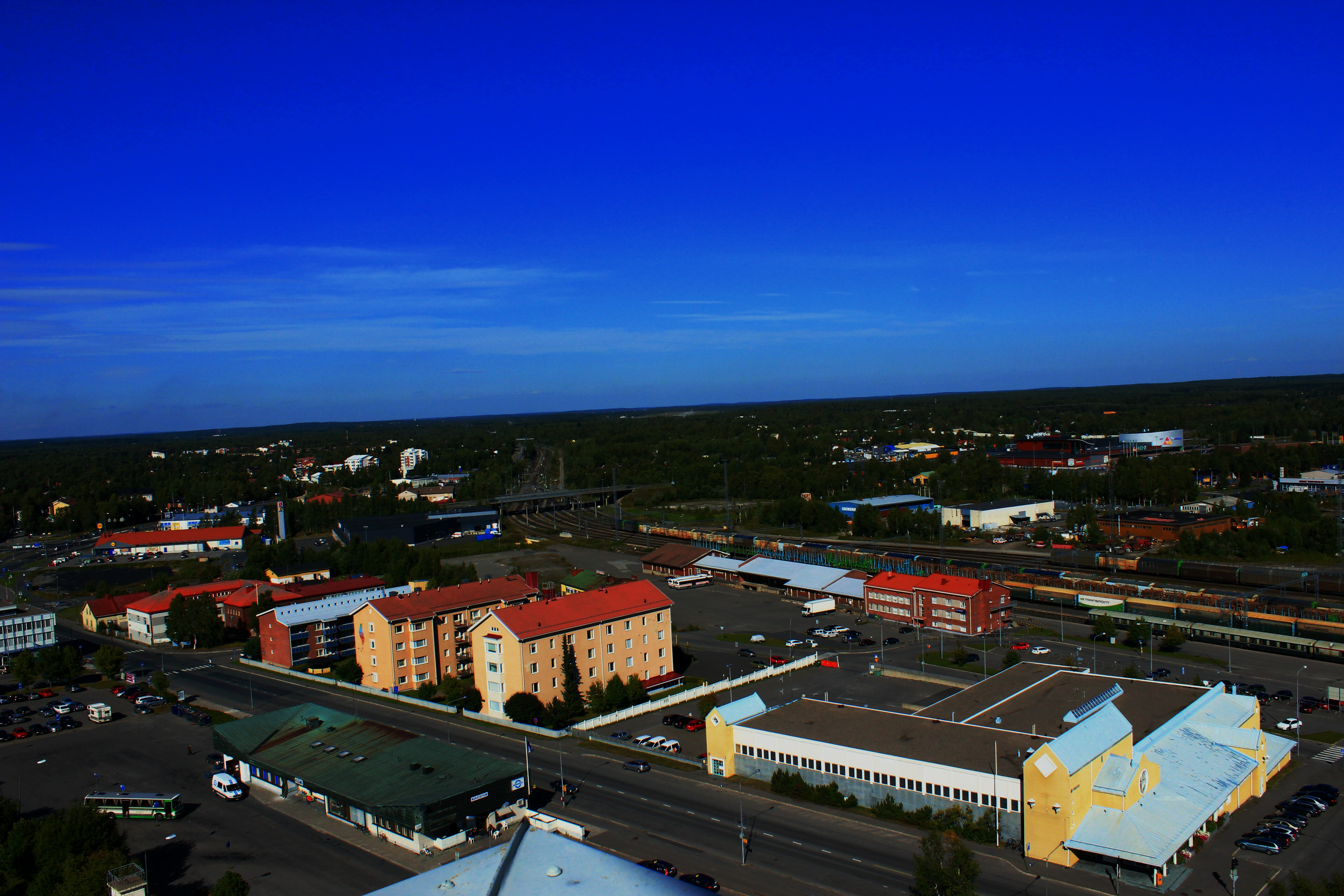
Вид на крышу Кеми с ратуши
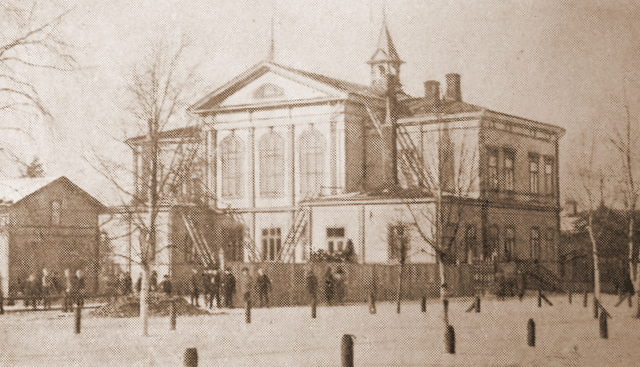
Старая ратуша
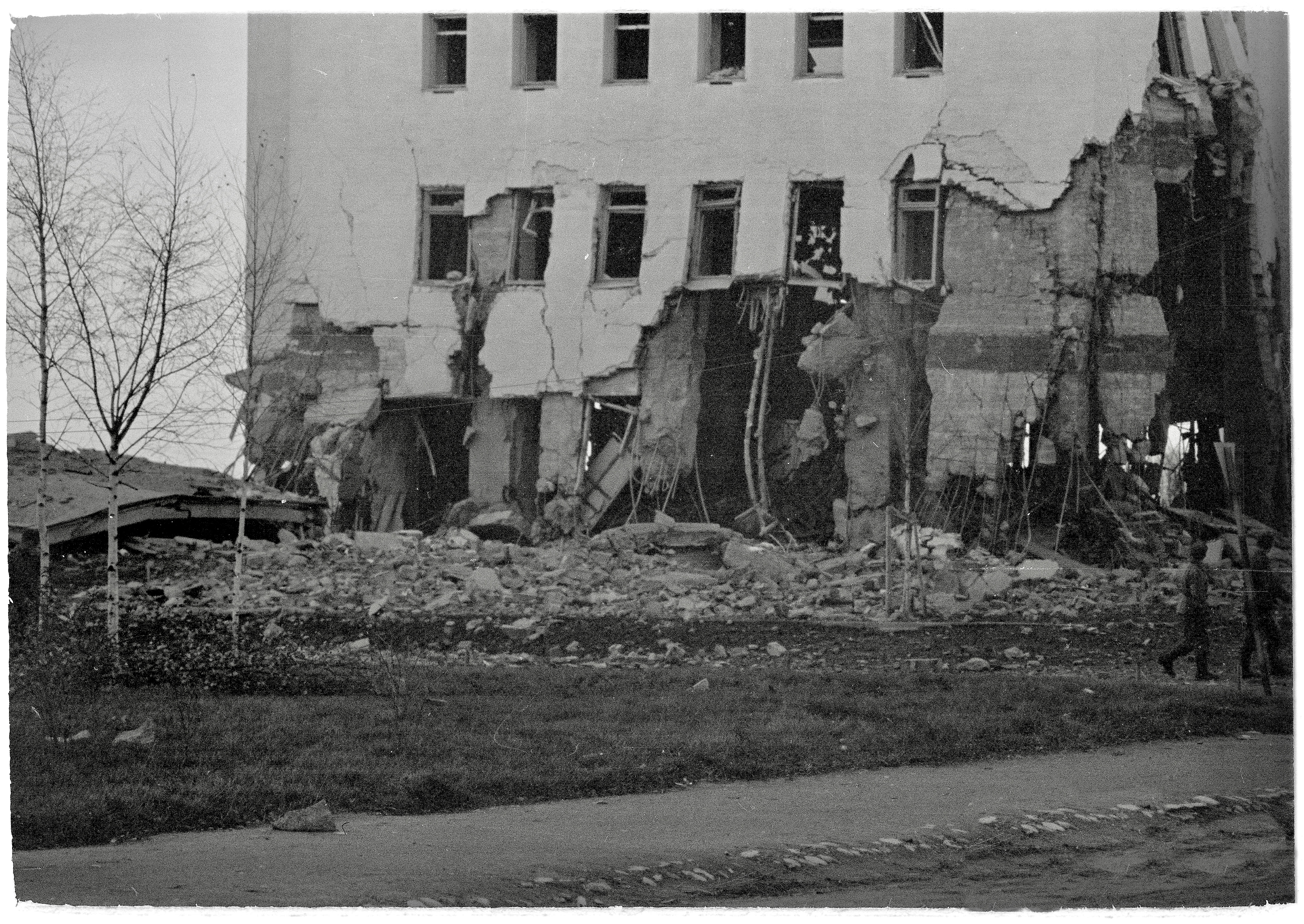
Нижняя часть ратуши после взрыва